# Louis Günther de Nassau
Le comte Louis Günther de Nassau (15 février 1575 à Dillenburg - 12 septembre 1604, à l'extérieur de Sluis) est comte de Nassau-Katzenelnbogen et un lieutenant-général néerlandais de cavalerie dans la Guerre de Quatre-Vingts Ans.

## Biographie
Il est le treizième et dernier enfant de Jean VI de Nassau-Dillenbourg et de sa première épouse Élisabeth de Leuchtenberg (1537-1579).
Il étudie en Suisse et puis, comme beaucoup de ses frères, il rejoint l'armée néerlandaise. Il combat sous les ordres de son frère Guillaume-Louis de Nassau-Dillenbourg et son cousin Maurice de Nassau. En 1596, il participe en tant que volontaire la Prise de Cadix. Son cousin le nomme lieutenant-général en 1600 et il excelle dans la Bataille de Nieuport. Il réussit ensuite à prendre Wachtendonk. En 1602, il mène une attaque sur le Luxembourg. En 1604, il prend part au siège de Sluis, où il meurt d'une fièvre.
Il se marie le 7 juin 1601 avec la comtesse Anne Marguerite de Manderscheid-Gerolstein (10 août 1575 - 4 mars 1606). Elle est la fille du comte Jean Gerhard de Manderscheid-Gerolstein et la veuve de Wirich VI de Daun-Falkenstein (en). Le mariage reste sans enfant.